# Estádio Ariston Azevedo
Estádio Ariston Azevedo – stadion piłkarski, w Nossa Senhora das Dores, Sergipe, Brazylia, na którym swoje mecze rozgrywa klub Dorense Futebol Clube.